# Centre commercial Beaugrenelle
Le centre commercial Beaugrenelle est un centre commercial situé dans les quartiers Javel et Grenelle (15e arrondissement) de Paris. Il fait partie de l'ensemble immobilier du Front-de-Seine.
Le premier centre commercial est inauguré fin avril 1979, achevant la réalisation du Front-de-Seine, mais il tombe rapidement en décrépitude, sans jamais trouver son public. Il est démoli à partir de 2009. 
Un nouveau centre commercial est inauguré le 23 octobre 2013, après quatre ans de travaux. D'une surface de 45 000 m2, il compte 110 enseignes, un grand magasin, des restaurants et un multiplexe cinématographique. Il est exploité par la foncière immobilière Apsys.

## Premier centre commercial (1979 - 2007)

### Historique
Le premier centre commercial Beaugrenelle est construit en 1979 par la Sefimeg, une des premières sociétés immobilières d'investissement, dans le cadre de l'opération de rénovation urbaine du Front-de-Seine. D'une surface de 26 000 m2, il compte 80 commerces sur deux niveaux.
Mais dès sa réalisation, faite un peu précipitamment[pas clair] par les architectes M. Proux et G. Srot, son architecture est critiquée. L'été 1979, le journaliste Frédéric Edelmann, dans le journal Le Monde, critique déjà la « nullité de l'ouvrage » : « Parlera-t-on d'architecture à propos de Beaugrenelle ? C'est en tout cas un excellent simulacre : un mastodonte protéiforme ». Plus récemment, l'architecte Lionel Engrand renchérit : « L'édifice prolifère et développe des volumes déboîtés où se mêlent des toitures en pentes et des références historiques confuses " ».
Alors qu'à son lancement, la direction du centre avait prévu d'attirer tout l'Ouest Parisien, dès l'année 1980 il apparait qu'il n'attire que les habitants à proximité.
En dissociant les fonctions de circulation et de commerces, il connaît une fréquentation de moins en moins importante, alors que les bâtiments se dégradent. Quasi-déserté au milieu des années 2000, il est finalement détruit pour laisser place à un nouveau projet.

### Galerie de photographies de l'ancien centre

Logotype de l'ancien centre commercial.
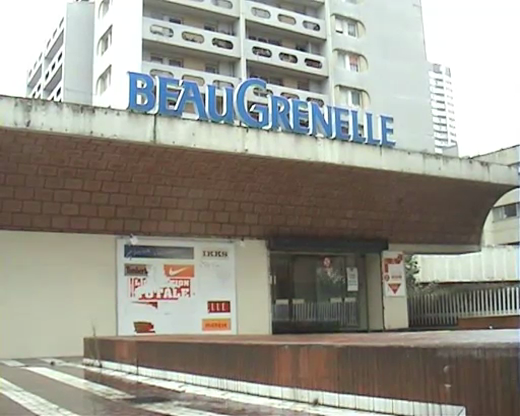
Entrée côté Monoprix.
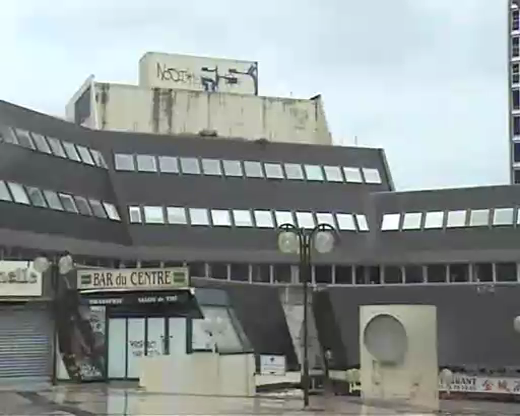
Patio donnant sur la dalle.
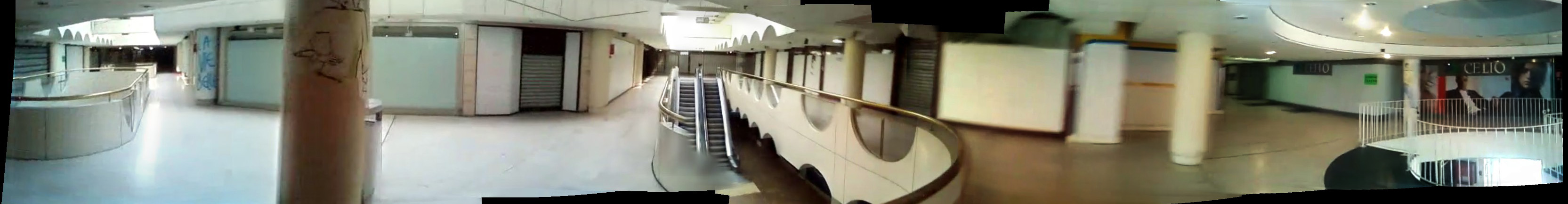
Panorama à 270° de l'intérieur de la galerie commerciale, à sa fermeture.
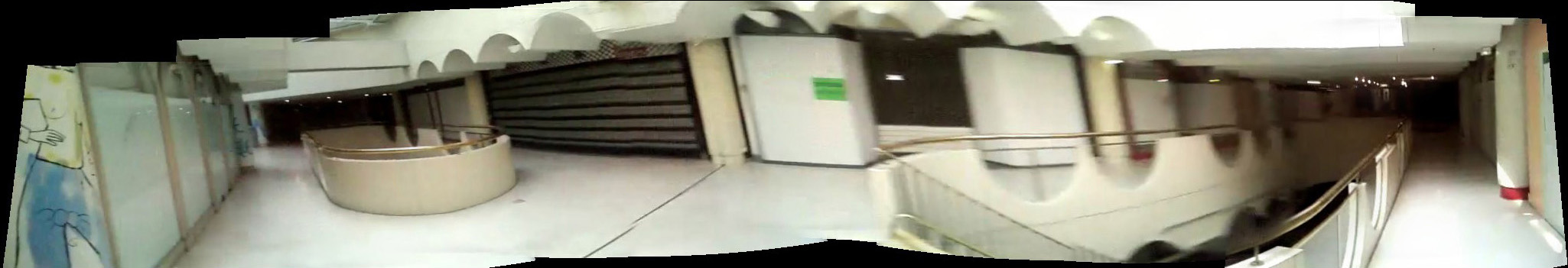
Panorama à 180° de l'intérieur de la galerie, à sa fermeture.
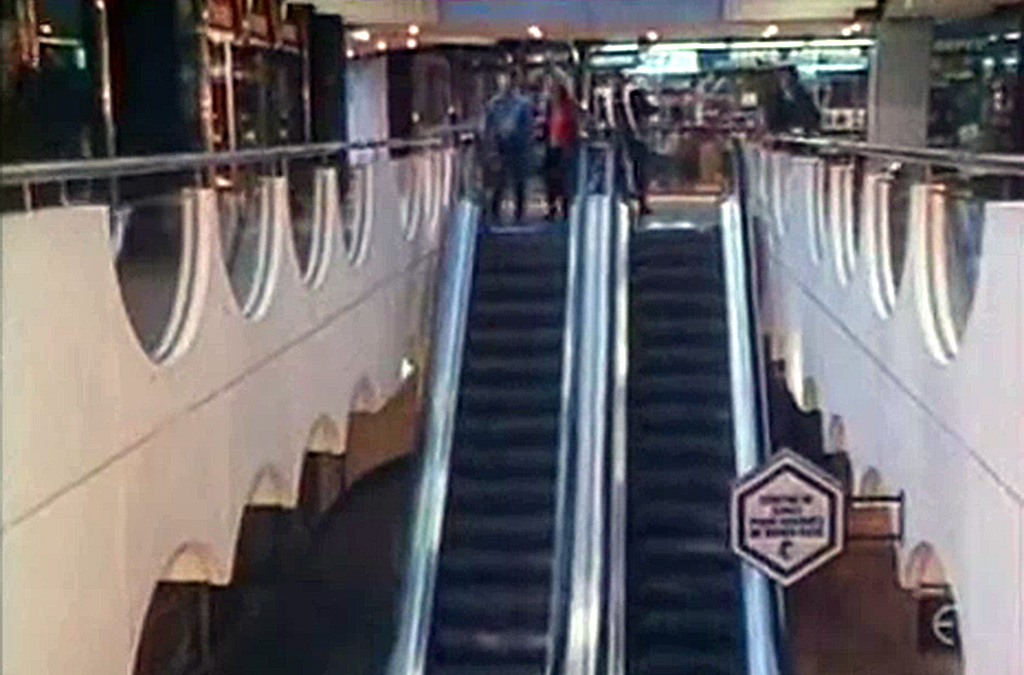
Le centre à son apogée, en 1981.
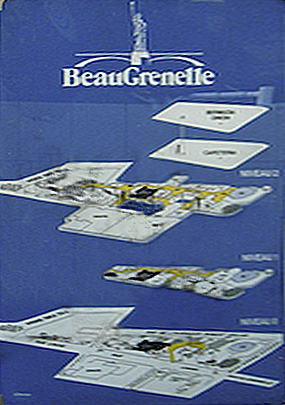
Plan général de l'ancien centre.

## Le nouveau centre commercial (depuis 2013)

### Historique
Le nouveau centre commercial, annoncé comme le troisième plus grand de Paris, est trois fois plus grand que l'ancien. Ce gigantisme a provoqué l'hostilité de certains riverains.
Il entend néanmoins respecter les nouveaux critères de développement durable. Il vise ainsi la double certification : Haute qualité environnementale et BREEAM. La plus grande toiture végétalisée de Paris, d'une surface de 7 000 m2 (soit l'équivalent d'un terrain de football), a été inaugurée le 4 avril 2013 au sommet du centre commercial. 800 m2 doivent devenir un jardin partagé. Le nouveau bâtiment comporte à l'extérieur une façade vitrée et s'organise à l'intérieur autour d'un vaste atrium ovale, inondé de lumière grâce à une coupole.
Le bâtiment accueille également un mobile de l'artiste Xavier Veilhan,.
La rénovation du centre commercial Beaugrenelle a été conçue par le cabinet d'architectes Valode et Pistre, pour un coût évalué à 450 millions d'euros par Gecina. 
L'investissement est porté par la SCI Beaugrenelle, partenariat entre Gecina (75 % du capital), la Foncière Euris, Apsys Group et Paris Orléans. Avant même l'ouverture du centre, Gecina a mis en vente sa participation ; des investisseurs chinois puis Hammerson font part de leur intérêt. Le 20 février 2014, c'est Apsys Group fondé par Maurice Bansay, déjà promoteur et gestionnaire du centre, associé aux sociétés financières Groupe Madar et Financière Saint James qui achètent le centre pour 700 millions d'euros.
Le centre commercial a finalement ouvert le 23 octobre 2013 après avoir subi de nombreux retards et reports.

### Une offre commerciale structurée en trois pôles
Le centre comprend trois pôles :
- Le pôle Panoramic : un grand magasin de l'enseigne Marks & Spencer, le plus vaste d'Europe (quitte le centre en 2018), un multiplexe Pathé de 15 salles dont l'intérieur est signé Ora-ïto qui remplace le cinéma Mk2 et dix établissements de restauration avec vue sur la Seine, notamment Chipotle, Noura, Quindici, Bermuda Onion, entre autres dont certains ont également quitté le centre, laissant la place depuis le 12 novembre 2019 aux Galeries Lafayette.
- Le pôle Magnetic : la mode « multi », la décoration, les loisirs et la culture.
- Le pôle City : inauguré en 2009, le pôle Express offre la proximité en accès des commerces et services du quotidien de La Poste au magasin de jouets.

### Galerie

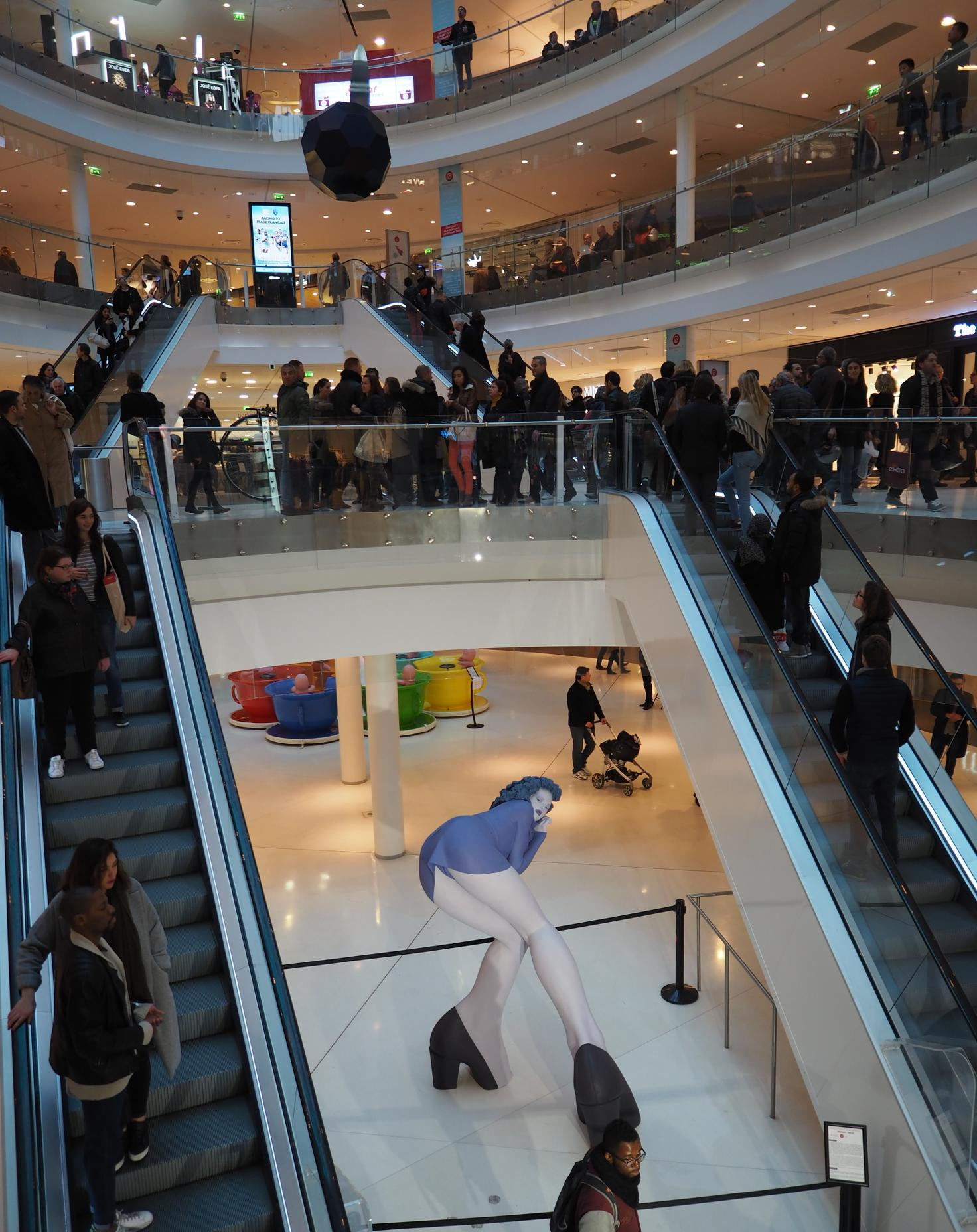
L'atrium, pièce maîtresse et centrale du centre, depuis le RDC.
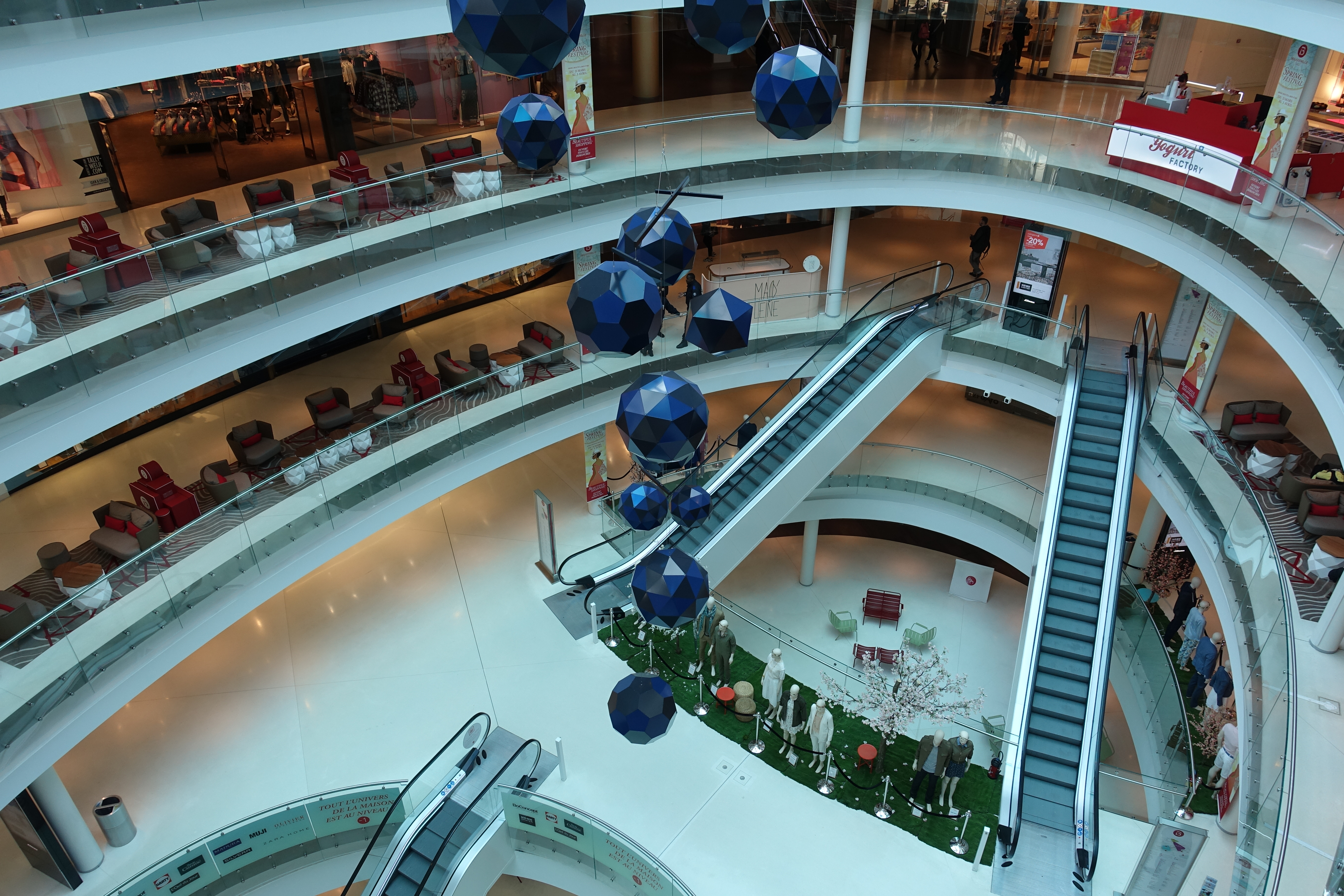
L'atrium depuis le troisième niveau.
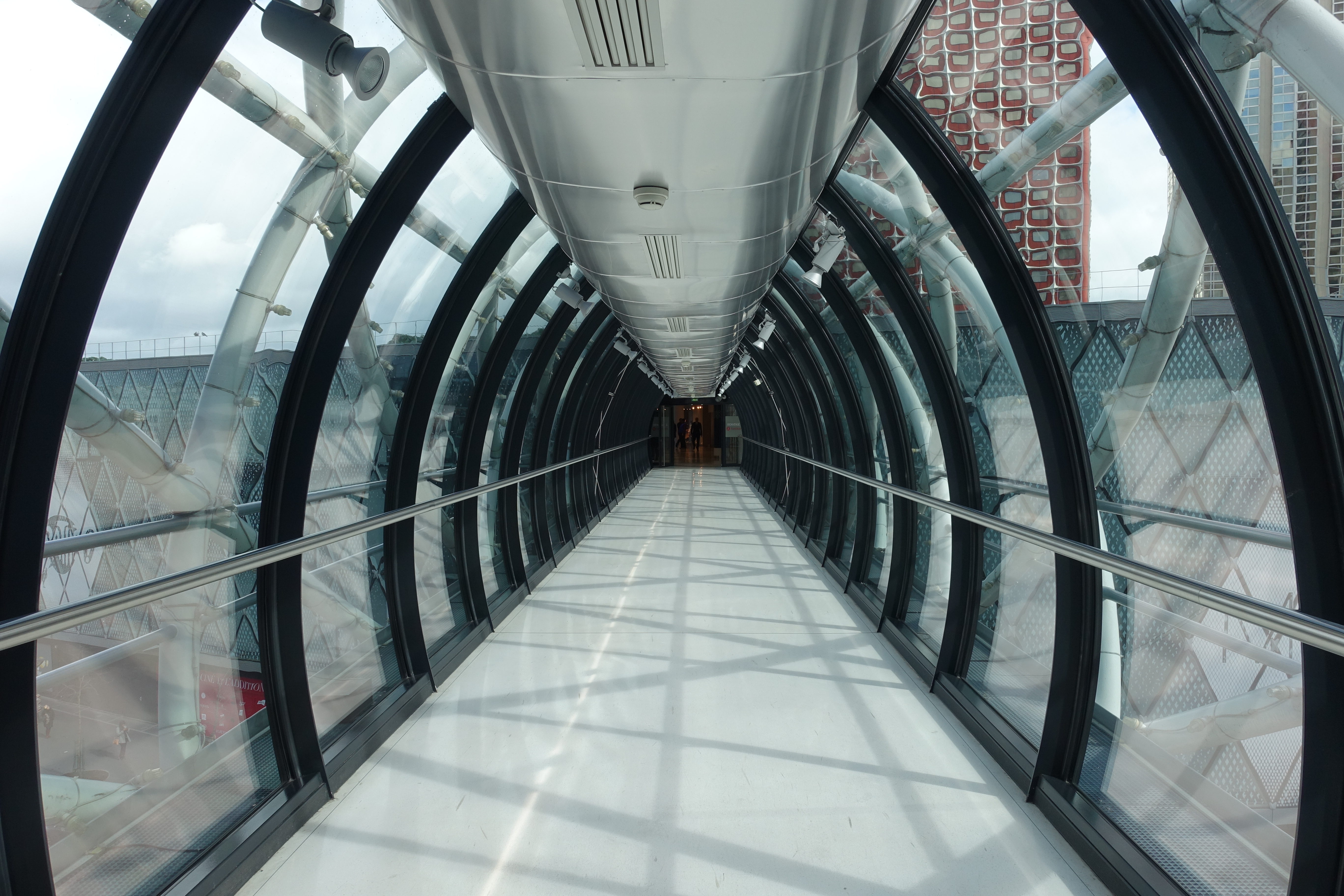
La passerelle de verre, reliant Magnetic à Panoramic.
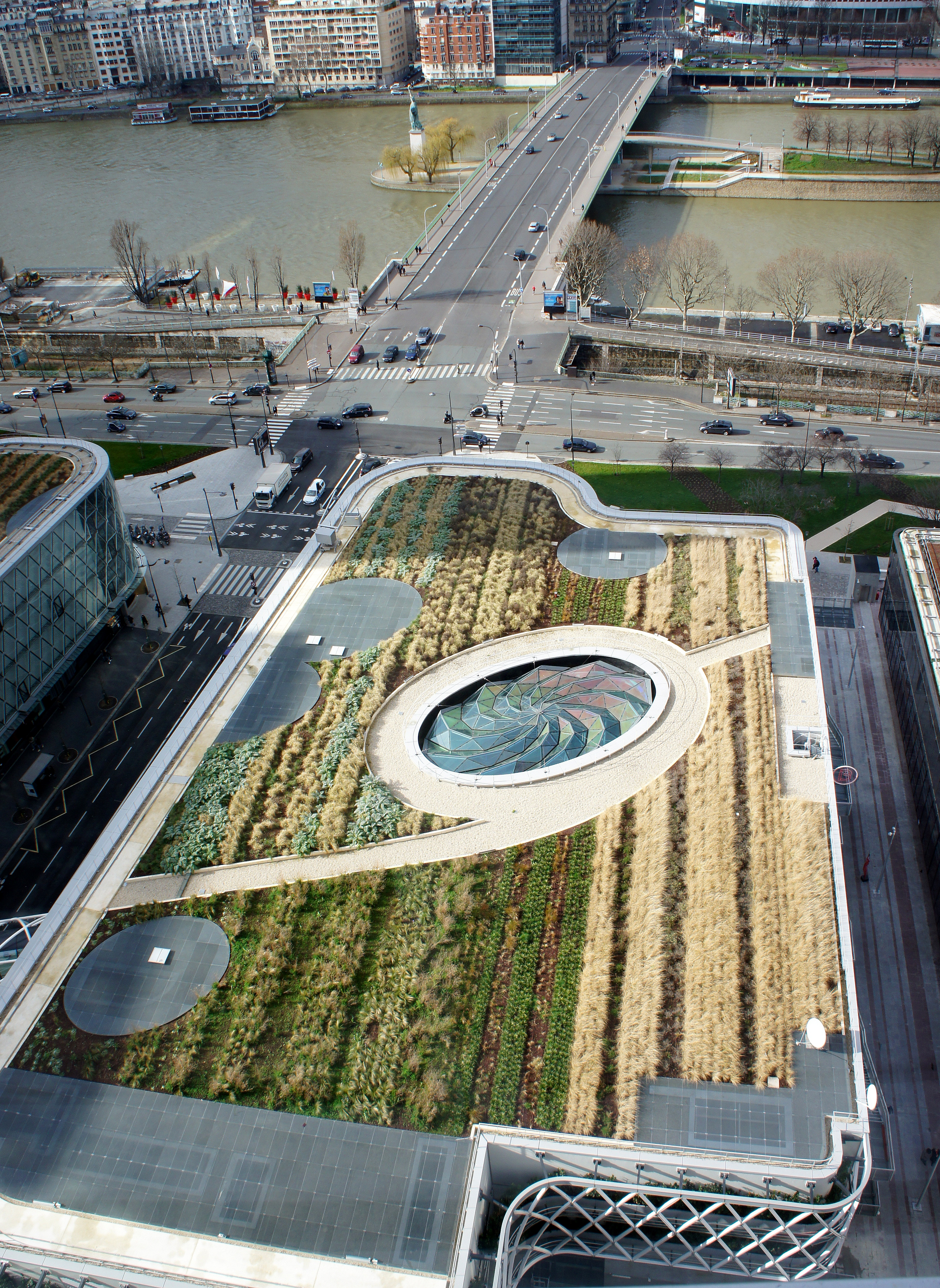
Toit végétalisé, 2014.
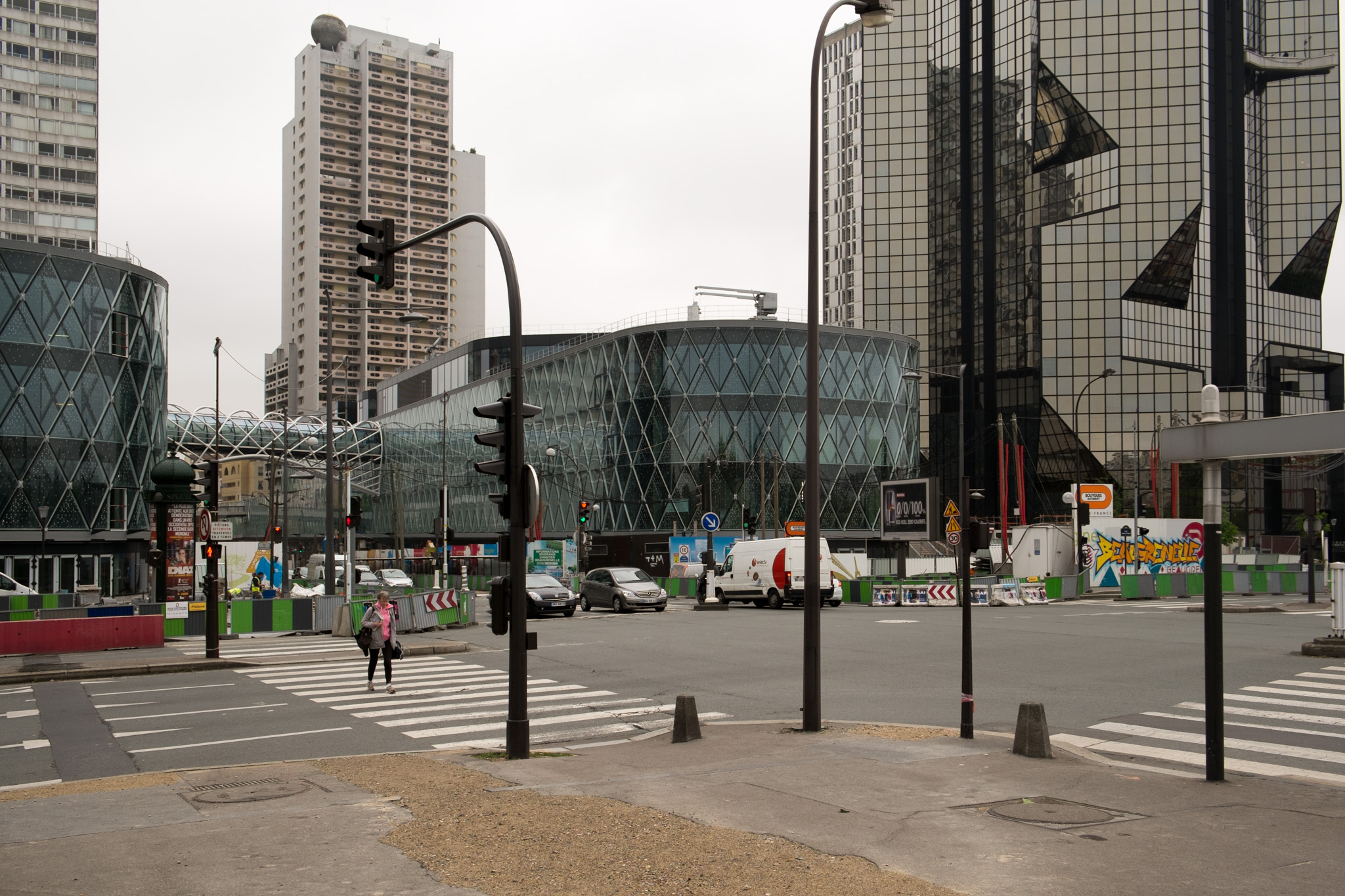
Façade rue Linois, angle opposé (quai André-Citroën), 2013.